# 피팅 모델
피팅 모델(영어: fit model or fitting model)이란 패션 디자이너 또는 의류 제조업자에 의해, 실제 사람의 착용감, 걸쳐짐, 외관 등을 점검하기 위해 살아있는 마네킹으로 이용되는 사람을 뜻한다. 피팅 모델의 자격으로 특정 조건이 요구되는데, 이러한 조건들은 일반적으로 신장, 가슴-허리-엉덩이 둘레, 팔과 다리 길이, 어깨폭 등이고 의복 형태에 따라 다양한 기준이 제시될 수 있다.